# Горіхотворка велетенська
Горіхотворка велетенська (Ibalia rufipes) — вид комах з родини Ibaliidae.

## Морфологічні ознаки
Голова і груди чорні, черевце червонуватобуре. Крила слабкодимчасті з затемненням на вершині та в середній частині. Черевце сплющене з боків. 1 членик задніх лапок в 2 рази довший за останні разом узяті. Довжина тіла — 12–13 мм.

## Поширення
Представник дуже малочисельної реліктової родини, один із 2-х видів роду в фауні України. Має голарктичне поширення. В Україні знайдено у Житомирській, Київській та Черкаській областях.

## Особливості біології
Населяє листяні та мішані ліси, іноді міські парки. Літ імаго — у травні–червні. Самиця має довгий голкоподібний яйцеклад. Відкладає по 1 яйцю в личинок рогохвостів старшого віку (Siricidae). При цьому вона не свердлить кору та деревину, а використовує отвори, зроблені самицями хазяїв при відкладанні яєць або самицями їздців — паразитів рогохвостів. В останньому випадку личинка горіхотворки може бути вторинним паразитом. Найбільшу частину розвитку (до ІІІ віку) личинка проходить як ендопаразит. Потім вона залишає хазяїна и недовго живиться як ектопаразит. Заляльковується личинка IV віку. Розвиток від яйця до імаго може тривати 2–3 роки.

## Загрози та охорона
Загрози: видалення усихаючих дерев під час санітарних вирубок лісу, застосування пестицидів для знищення шкідників лісу.
Охорона не проводиться. У різних типах листяних i мішаних лісів під час загальних та санітарних вирубок слід залишати невеликі резервації для комплексу лісових комах, що розвиваються в деревині.